# موریسیو فلورس ریوس
موریسیو فلورس ریوس (اسپانیایی: Mauricio Flores Ríos‎؛ زادهٔ ۱۰ سپتامبر ۱۹۹۰ در والپارایسو) استادبزرگ شطرنج اهل شیلی است. در ژانویه ۲۰۱۵ ریتینگ او در فیده ۲۵۳۱، و شطرنج‌باز شماره ۱ در بین شطرنج‌بازان فعال شیلی به شمار می‌رفت.
او در سه المپیاد شطرنج به نمایندگی از شیلی حضور داشت:
- ۲۰۰۶، در سی و هفتمین المپیاد شطرنج در تورین ‎(-۲ +۱ =۱).
- ۲۰۱۲، در چهلمین المپیاد شطرنج در استانبول ‎(+۳–۳ =۲).
- ۲۰۱۴، در چهل و یکمین المپیاد شطرنج در ترومسو ‎(+۳–۲ =۴)